# Cirkumduktion
Cirkumduktion är en cirkulär, eller egentligen konisk, rörelse av en kroppsdel i till exempel en kulled eller av ögat i ögonhålan. Cirkumduktion utgör en kombination av flexion, extension, adduktion och abduktion.